# JDS Atago (DDG-177)
Il JDS Atago (あ た ご (A-ta-go?), pennant number DDG-177) è un cacciatorpediniere lanciamissili, dotato di missili guidati, capoclasse della classe omonima di navi AEGIS, e appartenente alla Forza di autodifesa marittima del Giappone. È stato così battezzato in riferimento al Monte Atago.
È stato impostato dalla Mitsubishi Heavy Industries, a Nagasaki, il 5 aprile 2004, varato il 24 agosto dell'anno successivo, ed è entrato in servizio il 15 marzo 2007.
Il nome Atago è appartenuto in passato a un incrociatore pesante della classe Takao, che ha combattuto nella seconda guerra mondiale ed è stato affondato nella Battaglia del Golfo di Leyte.

## Servizio
La nave, con il suo sistema AEGIS, è pensata per contrastare minacce aeree e missilistiche compresi i missili balistici. Viene utilizzata sia per scortare i gruppi navali incentrati sulle navi portaeromobili come la Izumo che per la protezione avanzata dal mare del territorio nazionale.

## Incidente
Il 19 febbraio del 2008, l'Atago entrò in collisione con una barca da pesca civile, causandone la distruzione.
Due pescatori risultarono dispersi e non vennero mai ritrovati. A seguito dell'incidente, due membri dell'equipaggio della nave, perseguiti con l'accusa di "negligenza professionale", non sono stati giudicati colpevoli.